# Satellitendatensicherheitsgesetz
Das Satellitendatensicherheitsgesetz (SatDSiG) ist ein deutsches Bundesgesetz vom 23. November 2007. Es soll sicherstellen, dass Erdbeobachtungsdaten deutscher Satelliten bzw. solcher, die von Bodenstationen auf deutschem Boden aus betrieben werden, nicht die Sicherheit der Bundesrepublik Deutschland oder die ihrer Verbündeten gefährden. Als Gefährdungsmaßstab wird zugrunde gelegt, welche Daten bereits weltweit frei verfügbar sind. Anfragen, die darüber hinausgehen, zum Beispiel nach aktuellen hochaufgelösten Satellitenfotos oder Radardaten, muss der Vertreiber kritisch hinterfragen. Im Zweifelsfall hat er eine Genehmigung der zuständigen Behörde einzuholen. Zudem erlaubt das Gesetz die Untersagung der Übernahme von Anbietern solcher Daten, wenn durch die Übernahme nach Einschätzung der zuständigen Behörde wesentliche Sicherheitsinteressen der Bundesrepublik gefährdet wären. Die Überprüfung von Personen in sicherheitsrelevanten Bereichen dieser Unternehmen erfolgt nach dem Sicherheitsüberprüfungsgesetz durch das Bundesamt für Verfassungsschutz.
Deutschland ist das erste Land in Europa, das über eine solche Regelung verfügt.